# Heliokles I.

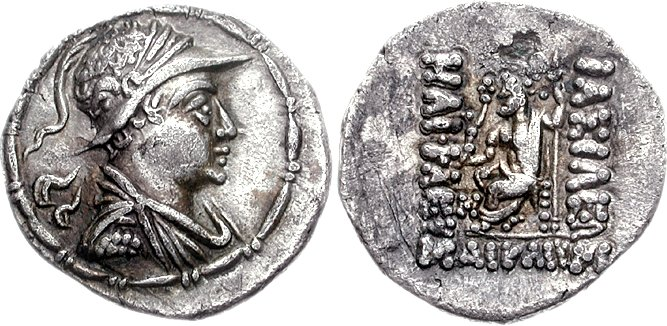
Münze des Heliokles

Heliokles I. (altgriechisch Ἡλιοκλῆς Hēlioklḗs; ca. 145 bis 130 v. Chr.) war ein griechisch-baktrischer König. Er ist nur von seinen Münzen bekannt.
Er war vielleicht ein Sohn von Eukratides I. Bei Junianus Justinus wird berichtet, dass Eukratides I. von seinem Sohn auf einem Indienfeldzug ermordet wurde. Der Name des Sohnes wird nicht genannt, doch könnte es sich um Heliokles handeln, der danach als König regierte. Er wird vermutet, dass Heliokles I. auch in Indien Krieg führte. Er war wahrscheinlich der letzte griechische Herrscher Baktriens, bevor es von den Yuezhi erobert wurde.